# باك غيو ري
بارك غيو ري (هانغل: 박규리)، من مواليد 21 مايو 1988 في سول في كوريا الجنوبية، هي مغنية كورية جنوبية بدأت مسيرتها الفنية عام 1995. وهي عضوة في فرقة كارا. وهي أيضا عارضة أزياء وممثلة. تجيد الغناء باللغتين اليابانية والكورية.

## السيرة الذاتية
بدأت التمثيل عندما كانت صغيرة وأول ظهور لها في التمثيل كان عام 1995. والدها كان شخص مشهور في عالم الغناء. هي التي اقترحت اسم «كارا» (kara) للفرقة.

## وصلات خارجية
- باك غيو ري في هانسينما
- باك غيو ري على موقع IMDb (الإنجليزية)
- باك غيو ري على موقع ميوزك برينز (الإنجليزية)
- باك غيو ري على موقع ديسكوغز (الإنجليزية)
- باك غيو ري على موقع قاعدة بيانات الفيلم (الإنجليزية)
- باك غيو ري على موقع كينوبويسك (الروسية)